# Legge del parallelogramma

In geometria la legge del parallelogramma è riassunta dalla formula. Ovvero la somma dei quadrati sulle diagonali è uguale al doppio della somma dei quadrati costruiti su due lati adiacenti.

La legge del parallelogramma è la relazione geometrica che lega i lati di un parallelogramma e le sue diagonali; più astrattamente, è l'uguaglianza vettoriale:
{\displaystyle \|u+v\|^{2}+\|u-v\|^{2}=2(\|u\|^{2}+\|v\|^{2}).}
che, come dimostrato da Von Neumann, contraddistingue gli spazi di Hilbert all'interno degli spazi di Banach, ossia (teorema di Von Neumann) la legge del parallelogramma implica che la norma usata discenda da un prodotto scalare.
Tornando al semplice concetto geometrico, invece, si può verificare in figura (ponendo {\displaystyle u=AB,v=AD}), che:
{\displaystyle {\overline {AC}}^{2}+{\overline {BD}}^{2}=2({\overline {AB}}^{2}+{\overline {AD}}^{2}).}
Altra cosa è invece la regola del parallelogramma sulla somma vettoriale di vettori geometrici. Secondo la regola del parallelogramma, la somma di due vettori {\displaystyle {\overrightarrow {PA}}} e {\displaystyle {\overrightarrow {PB}}} (non paralleli) applicati nello stesso punto {\displaystyle P} (punto di incrocio dei due vettori iniziali) è un vettore {\displaystyle {\overrightarrow {PC}},} detto vettore risultante, che ha:
- modulo uguale alla lunghezza della diagonale del parallelogramma avente lati {\displaystyle A} e {\displaystyle B;}
- direzione individuata dalla diagonale del parallelogramma;
- verso che va dal punto comune di applicazione {\displaystyle P} all'altro estremo della diagonale del parallelogramma.